# Петті Вікс
Петті Вікс (Патрісія Еллен Чаппелл) — американська джазова співачка та піаністка.

## Кар'єра
Патрісія Еллен Чаппелл народилась з незначними вадами зору, але виявила гостре почуття слуху.
Петті почала грати на фортепіано у віці трьох років, а пізніше відвідувала музичну школу "Crane" при Державному університеті Нью-Йорка в Потсдамі. Під впливом Білла Еванса вона почала виступати професійно і переїхала до Нью-Йорка, де грала в невеликих ансамблях. Вона також керувала власним тріо, в якому виступали такі басисти, як Сем Джонс, Річард Девіс, Браян Торфф і Марк Дрессер, та барабанщики Кертіс Бойд, Луї Гейз, Міккі Рокер та Алан Доусон. У 1970-х роках вона переїхала до Флориди, де працювала музиканткою з Кларком Террі, Ларрі Коріеллом, Френком Морганом, Айром Салліваном, Фліпом Філліпсом, Анітою О'дей, Ребеккою Парріс, Розанною Вітро і Джакомо Гейтсом. Крім того, вона викладала джазове фортепіано в коледжах і давала приватні уроки. У 1997 році вона випустила дебютний альбом Room at the Top: The Patti Wicks Trio. Вона була гостем у NPR програмі Маріан Макпартланд "Piano Jazz". За словами Allmusic, вона співала в традиціях Джері Саузерн, Ніни Сімон і Ширлі Хорн.

## Дискографія
- Room at the Top (Recycle Notes, 1997)
- Love Locked Out (Maxjazz, 2003)
- Basic Feeling (Egea, 2005)
- Italian Sessions (Studiottanta Fortuna, 2007)
- It's a Good Day (Geco, 2008)
- Dedicated To (2009)

## Зовнішні посилання
- Петті Вікс на AllMusic
- Дискографія Петті Вікс у Discogs

1. ↑  Tamarkin, Jeff. Singer/Pianist Patti Wicks Dies at 69. JazzTimes (амер.). Процитовано 20 березня 2021.
2. ↑  Sjostrom, Jan. Jazz singer and pianist Patti Wicks dies. Palm Beach Daily News (англ.). Процитовано 20 березня 2021.
3. ↑  Patti Wicks | Biography & History. AllMusic (англ.). Процитовано 20 березня 2021.